# Jasieniec (Ermland-Mazurië)
Jasieniec (Duits: Groß Eschenort) is een dorp in het Poolse district Giżycko, woiwodschap Ermland-Mazurië. De plaats maakt deel uit van de gemeente Kruklanki.

## Sport en recreatie
Door deze plaats loopt de Europese wandelroute E11. De E11 loopt van Den Haag naar het oosten, naar de grens Polen/Litouwen. Ter plaatse komt de route van het noordwesten van Przytuły en vervolgt in oostelijke richting naar Żabinka.